# Revision - Apocalypse II
Revision – Apocalypse II (alternatief gespeld: Re: Vision - Apocalypse II) is een film uit 2009, geregisseerd en geschreven door Edwin Brienen. De film vierde première tijdens de 30ste editie van het Nederlands Film Festival in Utrecht in 2010. De film combineert drama met horror-elementen, en onderzoekt thema’s als globalisme, terrorisme en nieuwe wereldorde.  

## Verhaal
Een totalitaire maatschappij. Ex-model Traci (Eva Dorrepaal) verliest haar grip op de realiteit. Om haar spirituele leegte te vullen, sluit ze een pact met het kwaad onder aanvoering van haar echtgenoot Charlie (Clayton Nemrow). Hij manipuleert Traci tot het plegen van een moord en drijft haar in de waanzin. Een copulerende Christus brengt uiteindelijk verlossing en kondigt de 'dag des oordeels' aan.

## Muziek
De soundtrackmuziek voor de film werd gemaakt door de Nederlandse producer Vincent Koreman. Ook worden vele songs van het 2005 album “Everything Must Destroyed” van Koreman’s band The House Of Destructo gebruikt. Bij een gelimiteerde, eerste oplage van de DVD-release werd een soundtrack—cd bijgesloten. Ook de New Yorker The Horrorist is te zien met het nummer "Sex Machine". 

## Kritiek
Journalist Niels Bakker schrijft in De Filmkrant van juni 2011 een lovende recensie over de film:
"Dat is typisch Brienen, om zo'n gruwelijke martelscène zonder pardon te laten overlopen in een haast melige grap. Misplaatst? Wanstaltig? Of is het grensoverschrijdend? En simpelweg geniaal? Eigenlijk klopt het allemaal een beetje, want revision is Kult met een grote K. Zo buitenissig en zwaar over-the-top, dat elke kwalificatie eigenlijk meteen de tegenovergestelde kwalificatie oproept. Brienen behoort daarmee tot een select groepje regisseurs: je kunt hem tegelijkertijd haten en van hem houden.
"Werkelijk alles kan en alles mag in zijn dolgedraaide universum, waarop niet alleen de toeschouwer, maar ook de inhabitanten hun grip verliezen."
"Brienen overtreedt niet alleen de grenzen van de goede smaak, hij laat zich ook niet in een hokje proppen. Voor arthouse mist Revision de verfijnde esthetiek, voor een ordinaire genrefilm de publieksbehaagzucht, voor een avant-gardistisch experiment het verheven intellectualisme. Het is niets van dat alles en toch ook weer allemaal wel."

## Trivia
- Het personage van Jacob Dove Basker (de man met de baard) is gebaseerd op een alter-ego van Vincent Koreman, Vince Destructo.
- Revision - Apocalypse II werd in mei 2011 door Filmfreak Distributie uitgebracht op dvd.
- In een op de DVD als extra toegevoegd interview, vertelt Brienen te geloven dat 11 september een inside-job was.